# 럭키, 아파트
럭키, 아파트는 2024년 10월 30일 개봉한 대한민국의 드라마 영화이다. 

## 줄거리
영끌로 마련한 아파트.
선우와 희서가 꿈에 그린 보금자리다.
하지만 선우의 예기치 못한 실직으로
희서 혼자 대출이자를 떠안게 되자,
둘 사이는 조금씩 삐걱대기 시작한다.
한편, 언제부턴가 아파트를 감도는
악취 때문에 두 사람은 극도로 예민해지고,
선우는 악취 원인을 밝히려 애쓰다
아파트 주민들과 충돌을 빚는데…
선우와 희서 두 사람은
서로를 지킬 수 있을까? 

## 캐스팅

### 주연
- 손수현 : 선우 역

- 박가영 : 희서 역

### 조연
- 이주영 : 명희 역

- 정애화 : 현정남 역

- 전소현 : 강신임 역

- 최은율 : 은주 역

- 이지하 : 신영란 / 희서 엄마 역

- 정수지 : 윤희주 역

- 유병용 : 이찬성 / 희주 남편 역

- 정보람 : 경찰 호연 역

- 윤부진 : 주민 희경 역

- 엄옥란 : 주민 순옥 역

- 서은지 : 관리소장 옥정 역

- 이유경 : 소독 청소원 홍주 역

- 이철 : 팀장 상철 역

- 최경준 : 법무사 역

- 서석규 : 선우오빠 진우 역

### 단역
- 승의열 : 윤길하 / 희서 아빠 역

- 최하윤 : 이여름 / 희주 딸 역

- 강혜련 : 아기 엄마 역

- 황태현 : 대리 준호 역

- 손윤환 : 병원 원장 역

- 남지은 : 간호사 1 역

- 서수아 : 간호사 2 / 정형외과 간호사 역

- 함효종 : 강신임 동생 역

- 김준한 : 특수 청소부 1 역

- 함요한 : 특수 청소부 2 역

- 손명호 : 특수 청소부 3 역